# Brigadlok

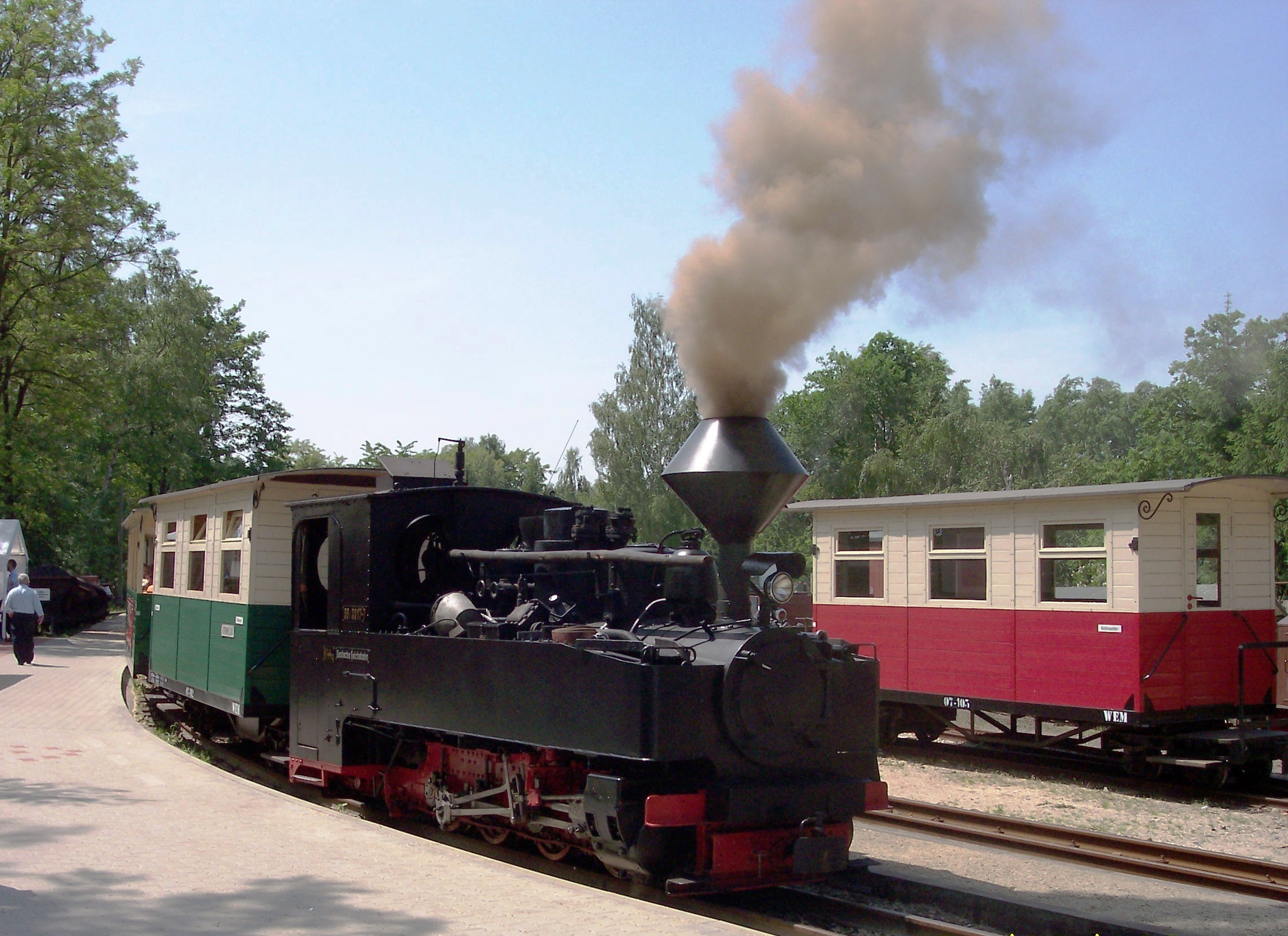
Borsig 10306 från 1918, tidigare Deutsche Reichsbahn 99 3317, på Waldeisenbahn Muskau

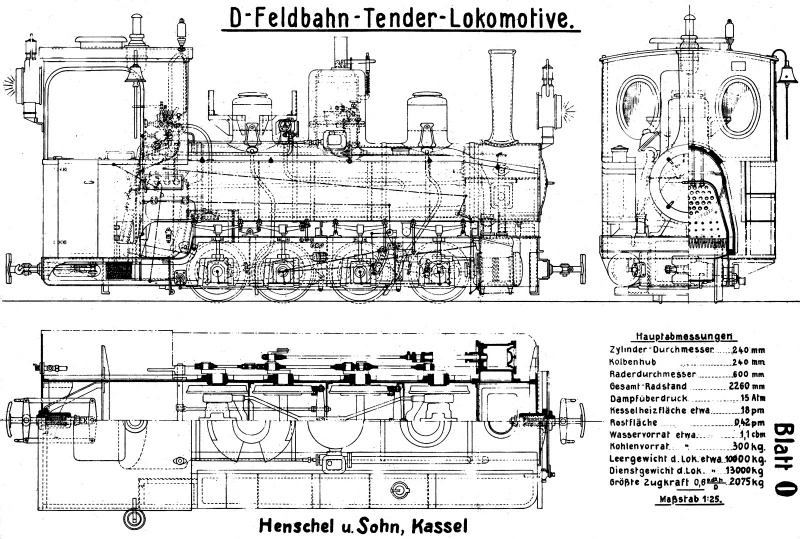
Ritning av Henschel & Sohn för en moderniserad version brigadlokomotiv, 1914

Brigadlok var en tysk loktyp för järnvägar med 600 millimeters spårvidd. De tillverkades före och under första världskriget för tyska arméns järnvägar, Heeresfeldbahn.
Loken utvecklades från 1901 för militära behov, bland annat i de tyska kolonierna. Loktypen började utvecklas av Arnold Jung Lokomotivfabrik och Lokomotivfabrik Krauss & Comp.. Projektet togs så småningom över av Henschel & Sohn. Serietillverkningen började 1905 och skedde i stor skala i och med första världskriget. Brigadloken tillverkades efter enhetliga ritningar av uppemot femton tyska mekaniska verkstäder, bland andra Borsig, Henschel & Sohn, Maffei, Orenstein & Koppel, Gmeinder, Krauss, Arnold Jung, Linke-Hofmann, Richard Hartmann, Hanomag och Berliner Maschinenbau. Flest lok, 789, producerades av Henschel, och sammanlagt tillverkades mellan 1905 och 1919 omkring 2 500 lok.
Loken var våtånglok med två utvändiga cylindrar, två svängbara axlar enligt Klien-Lindners system och utrustade med Robert Stephensons slidstyrning. 
När kriget tog slut 1918, fanns stora överskott av begagnade lok och också av nya lok i fabrikerna, som inte hade levererats eller färdigställts. Brigadlok såldes därför billigt och kom att spridas i stora antal till olika typer av smalspårsbolag i många länder, inte minst för industrijärnvägar.
Till Sverige beräknas minst 14 lok ha exporterats, bland andra tolv lok till industribanorna på Åkers Styckebruk, AB Separator, Stockholms hamn, Emsfors bruk, Aspa bruk, Vattenfall, Eckersholms torvströförening, Ohs bruk och Svenska Torv AB. Senare har ytterligare två lok köpts in till Munkedals Järnväg samt till svenska museijärnvägar. De sista loken i ordinarie trafik kördes på 1940- och 1950-talet, varefter ett antal stod i reserv under ytterligare något decennium.
Över ett hundra brigadlok har bevarats på museijärnvägar och järnvägsmuseer, varav åtminstone ett tjugotal i körbart skick.

## Brigadlok i Sverige i urval[1]
- Hartmann 4183, från 1919, HF- nr 2539, Ohsabanan Nr. 2 Emsfors. Loket köptes omkring 1920 av Emsfors bruk, där det användes till 1952.
- År 1969 kom ytterligare ett lok från Emsfors bruk, nr 8 Emsfors, som gåva till Östra Södermanlands Järnväg  och sattes i trafik året efter.
- Henschel 14255, från 1916, HF-Nr. 1007, Munkedals Järnväg
- Orenstein & Koppel 8338, HF-nr 1638, från 1917. Loket kördes av Deutsche Reichsbahn som 99 3310. Hans Näckdal (1922–1992) i Mårdsund i Mattmar köpte ett brigadlok av de östtyska statsbanorna 1976 med avsikt att använda loket på en rundbana. Med sin långa hjulbas med fyra axlar var dock loket olämpligt för rundbanan. En bytesaffär kom då till stånd år 1983 med Ohsabanan, varvid denna erhöll brigadloket och Näckdal erhöll det tvåaxliga ångloket Smedjebackens valsverk nr 7.[2][3]
- Borsig 10474, från 1919, HF-nr 2702, Östergötlands Järnvägsmuseum, tidigare Aspa Bruk och Eds Bruk
- Hartmann 4290, från 1919, HF-nr 2728, Östra Södermanlands Järnväg Nr. 8, Emsfors
- MfMS nr 12, byggt 1916 av Henschel & Sohn, tillverkningsnummer 14255, HF 1007. Loket inköptes av Munkedals Jernveg från Lommedalsbanan.[4]

## Bildgalleri

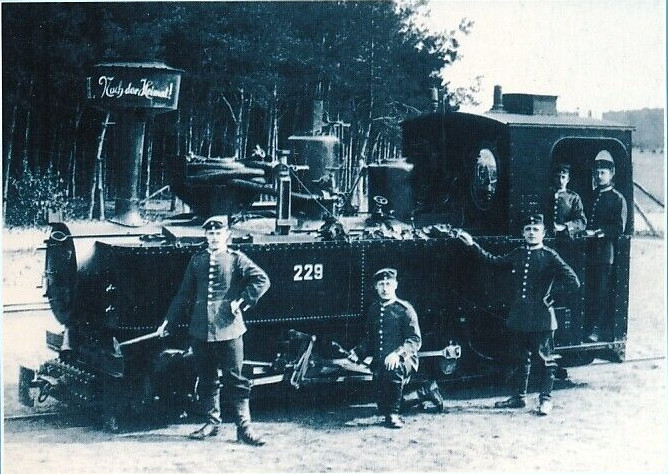
Heeresfeldbahns brigadlok Nr. 229 under första världskriget
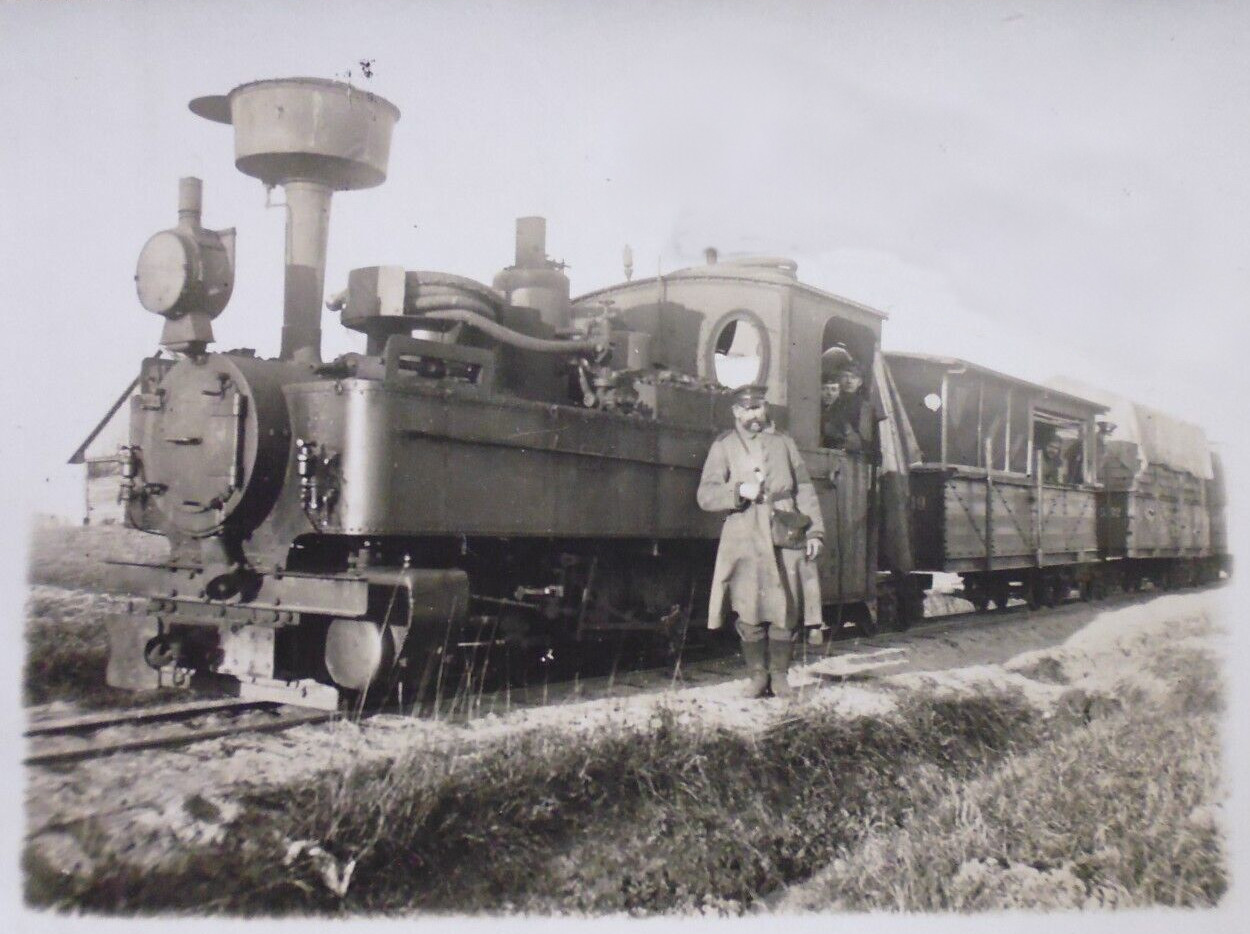
Permittenttåg i Kurland i Lettland under första världskriget
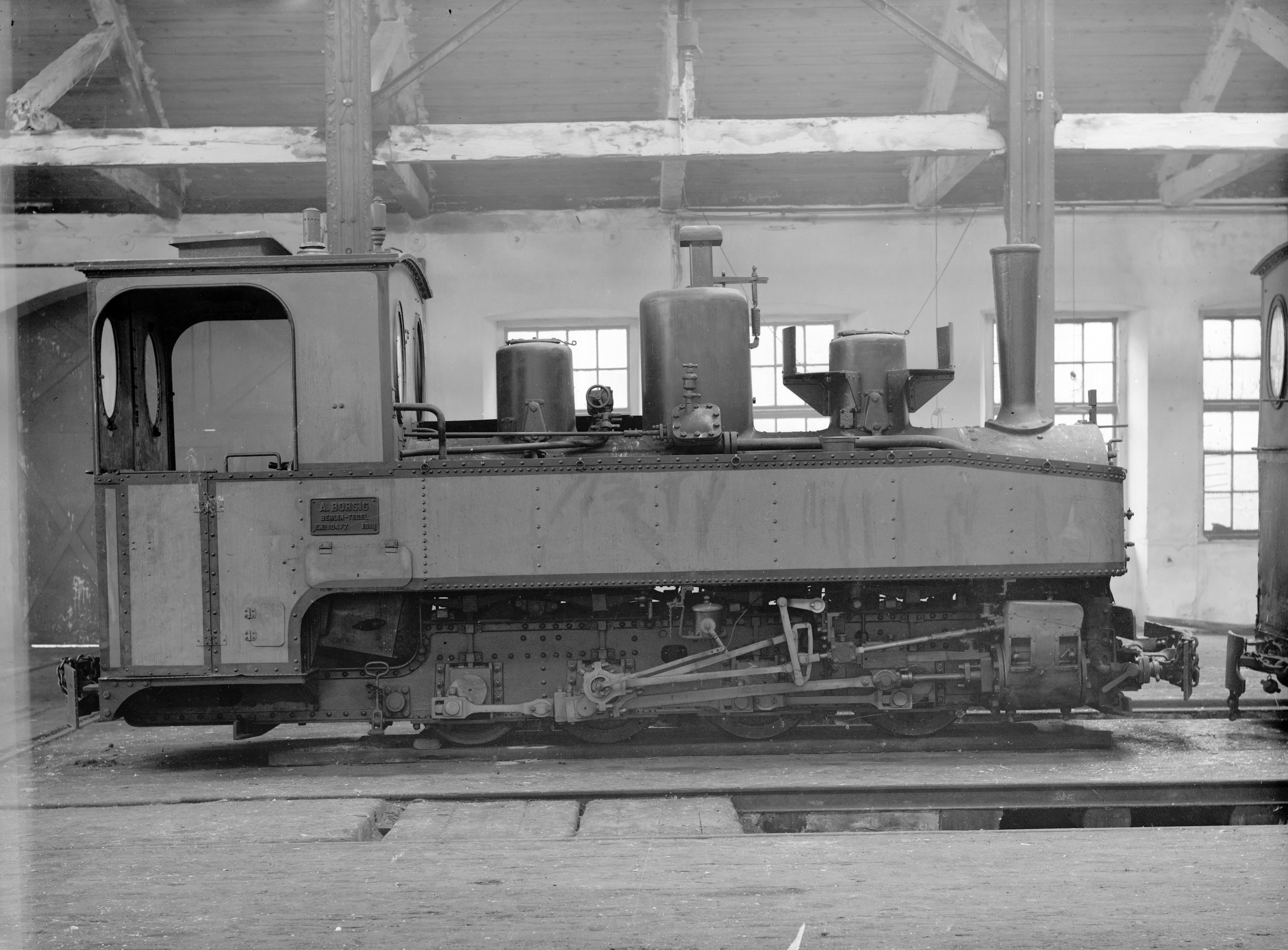
Munkedals Järnvägs lok MJ 3, förmodligen tillverkat av Borsig
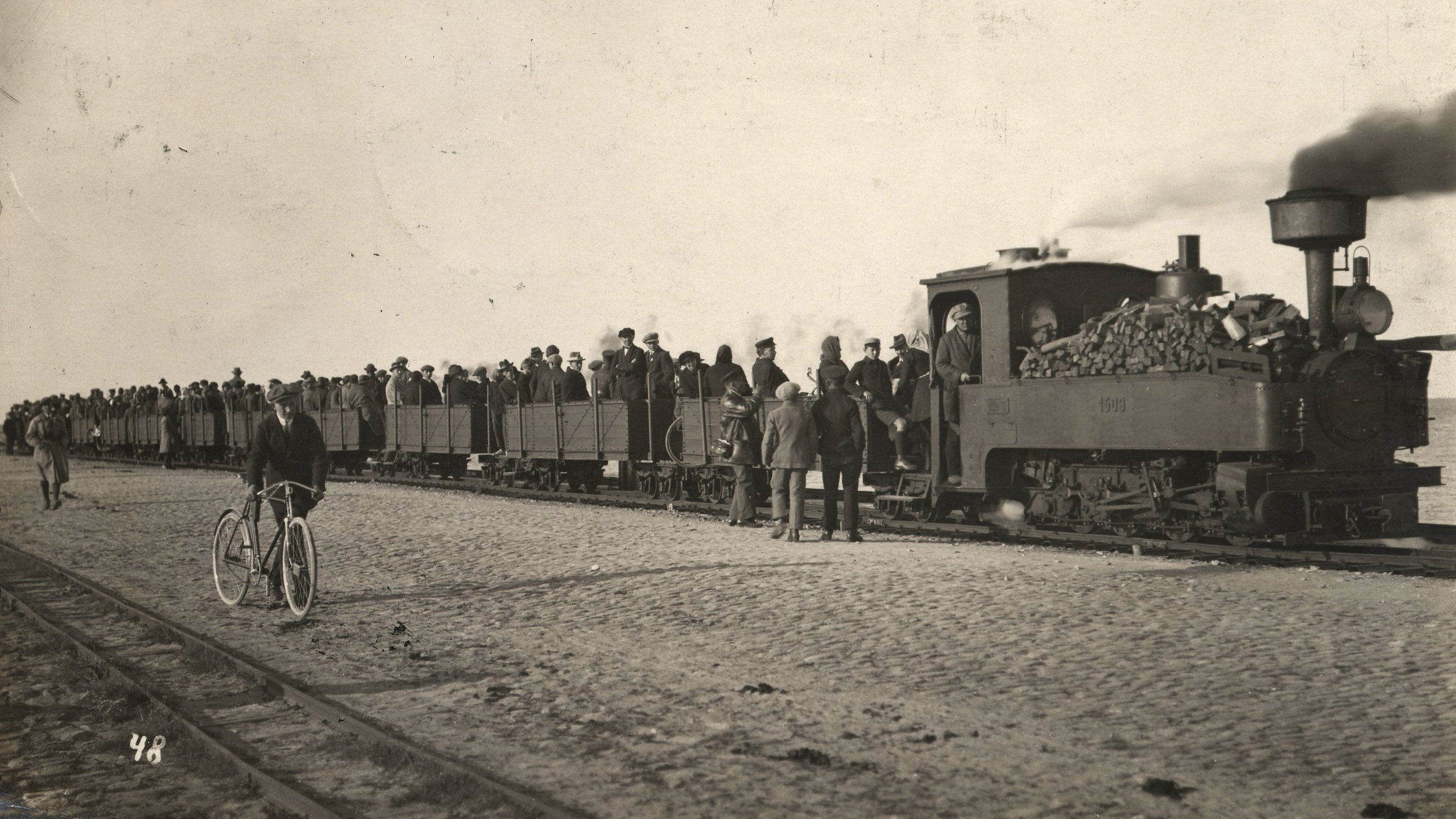
Henschel-lok HF 1509 i persontrafik på Ösel, 1920–1940
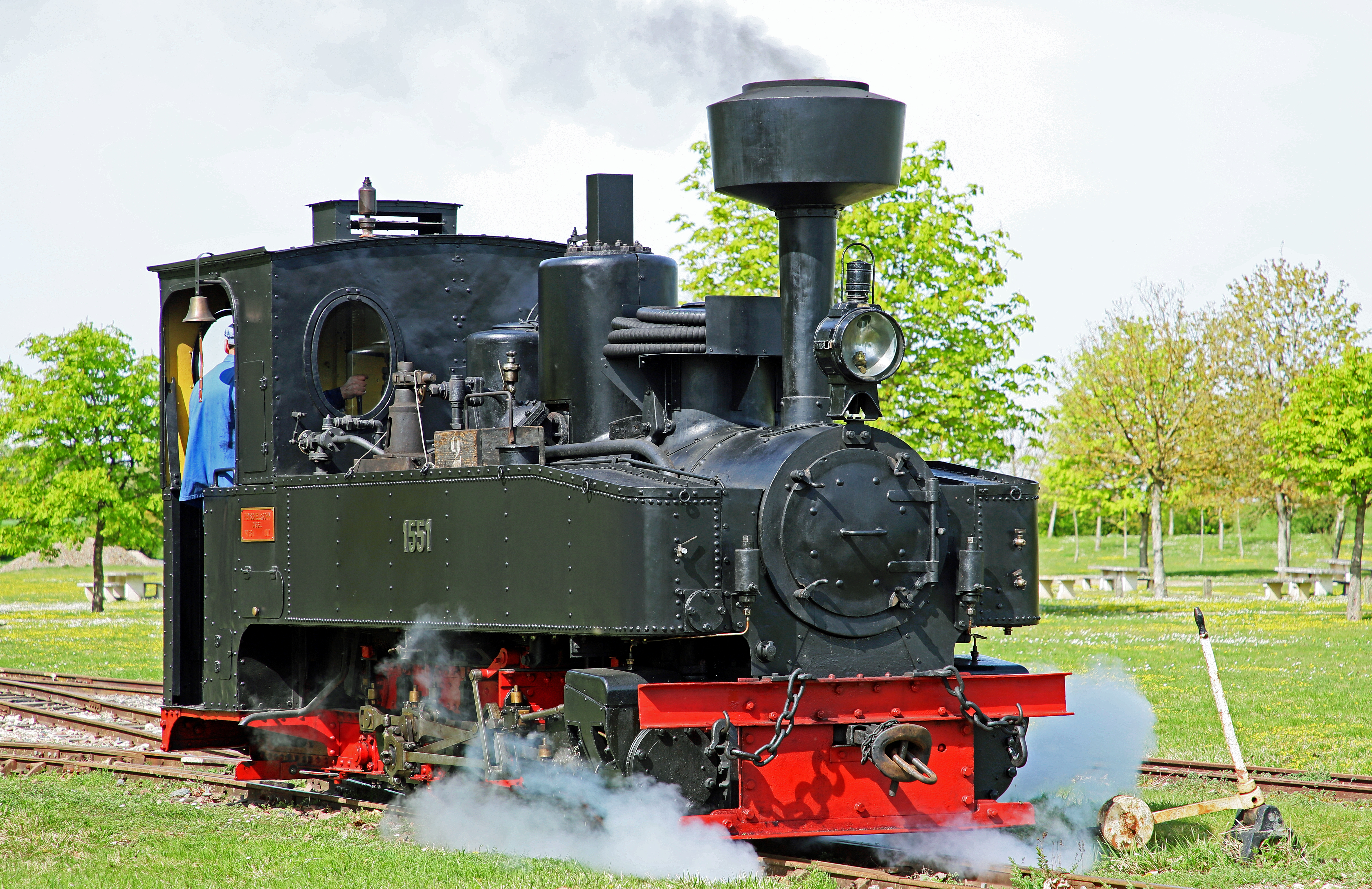
Henschel 1551 från 1917 på Musée des transports de Pithiviers i Pithiviers i Frankrike
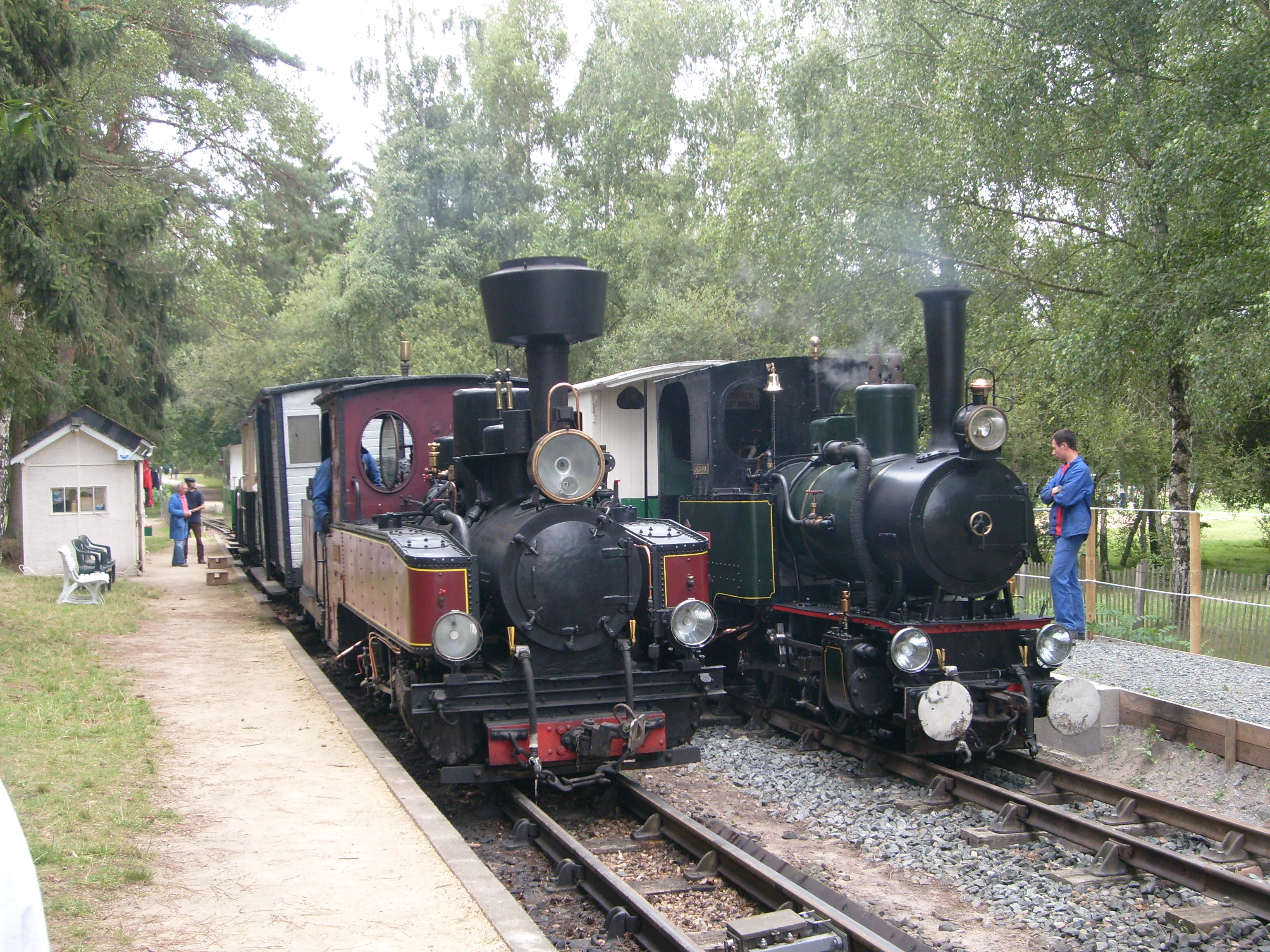
Brigadloket Henschel 15973 från 1918 (till vänster) och Orenstein & Koppel 5829 La Touraine från 1913 av annan typ på museijärnvägen Train de Rillé i Rillé i Frankrike
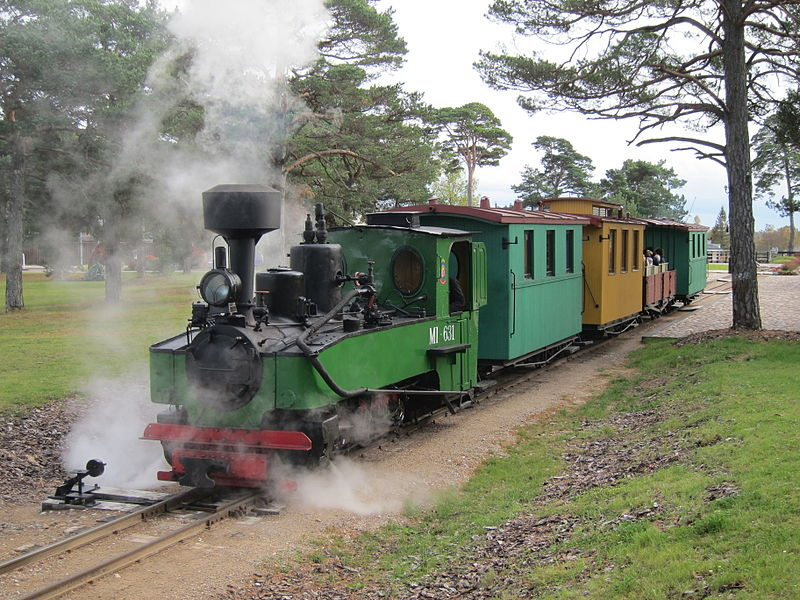
Orenstein & Koppel 7999 från 1915 på museijärnvägen i Ventspils i Lettland